# British Humanities Index
Il British Humanities Index, abbreviato come BHI, è una base di conoscenza bibliografica commerciale della ProQuest che indicizza giornali, riviste e periodici pubblicati in Gran Bretagna e nei Paesi anglofoni.
La sua copertura comprende più di 400 titoli seriali a partire dal 1962.

## Accoglienza
Il volume The Oxford guide to library research lo recensì positivamente come una risorsa particolarmente buona per i contenuti di origine britannica.
Nel 1985, Walford dichiarò che la banca dati era qualcosa di anomalo, poiché presentava 68 titoli come c375 nell'ambito delle scienze sociali, con una "spolverata" di periodici australiani, canadesi e neozelandesi.  Il BHI è stato anche recensito come un buon strumento per reperire testi che citano articoli scientifici di interesse generale.